# 크리스토퍼 풀
크리스토퍼 풀(영어: Christopher Poole, 1988년~) 또는 무트(Moot)는 미국의 인터넷 관련 기업가이다. 커뮤미티 사이트 4chan과 Canvas를 설립한 적이 있었으며, 4chan를 운영하다가 2015년에 사이트 관리를 니시무라 히로유키에게 맡기고, 현재 구글에 입사하여 활동하고 있다.

## 영향 및 활동
- 2009년 4월: 미국의 타임에서 인터넷 설문 조사를 토대로 '세계에서 가장 영향력 있는 100인'에 선정하였다.
- 2009년: 사라 페일린 이메일 계정 해킹건으로 인한 재판에서 법정측 증인으로 참석한 적이 있다.
- 2010년 2월 10일: 캘리포니아주 롱 비치에서 개최한 TED2010 회의 강연에 참석하였다.